# Požuda
Požuda je vrlo jaka želja ili strast prema nečemu. Javlja se i u situacijama kada se želi velike količine nečega što se već ima, a onda se pretvara u pohlepu. Može postojati žudnja za: novcem, moći, seksom, hranom ili drugim stvarima.
U mnogim prijevodima Novog zavjeta, riječ "požuda" koristi se se prijevod grčke riječi „ἐπιθυμέω” (epithūméō), posebno u Evanđelju po Mateju: »Čuli ste da je rečeno: Ne čini preljuba! A ja vam kažem: Tko god s požudom pogleda ženu, već je s njome učinio preljub u srcu. (Mt 5, 27-28)
Prema Katoličkoj enciklopediji, srce je pohotno kada se "zadovoljstvo traži ili izvan braka ili, u svakom slučaju, na način protivan zakonima koji uređuju bračne odnose". Papa Ivan Pavao II. rekao je da požuda obezvređuje vječnu privlačnost muškarca i žene, svodeći osobno bogatstvo suprotnog spola na objekt seksualnog zadovoljenja.
Latinski izraz za ekstravaganciju (latinski: luxuria) upotrijebio je sveti Jeronim za prijevod raznih grijeha, uključujući pijanstvo i seksualne poremećaje. Grgur Veliki stavio je izraz "luxuria" kao jedan od sedam smrtnih grijeha, sužavajući njegov opseg na poremećenu želju.
Evangelik Melvin Tinker rekao je:"Seksualno uzbuđenje, seksualni interes, seksualna privlačnost bitni su za nastavak ljudske vrste... Striptiz, prljavi film ili video, internetska pornografija. To je pravi problem..."
Muslimani se ohrabruju da nadvladaju svoje niske instinkte, a namjerni nepristojni pogledi su zabranjeni. Pohotne misli su nepoželjne, jer su prvi korak prema preljubu, silovanju i drugim asocijalnim ponašanjima. Prorok Muhamed također je naglasio važnost "drugog pogleda", jer dok prvi pogled prema privlačnom pripadniku suprotnog spola može biti samo slučajan ili promatrački, drugi pogled može biti ulaz u požudno razmišljanje.